# Слэклайн

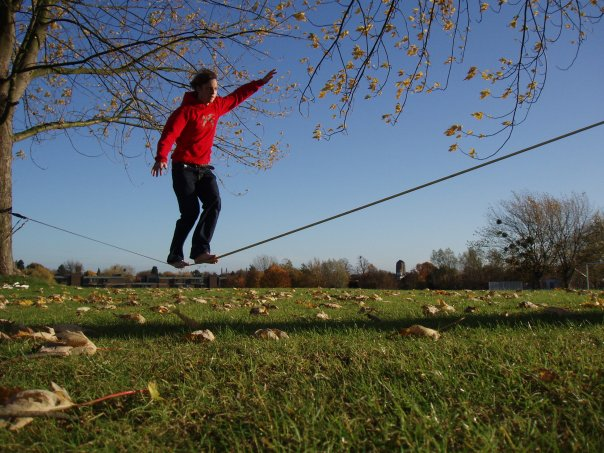
Слэклайн в Кембриджском университете

Слэклайн (англ. slacklining), или стропохождение — развивающаяся область эквилибристики. Слэклайнеры (стропоходцы) ходят по специальной нейлоновой или полиэстеровой стропе, натянутой между станциями. Степень натяжения и длину регулируют в зависимости от потребностей и целей. Существуют разные по ширине и структуре стропы для различных стилей стропохождения.

## Техника слэклайна
Стропохождение выполняют без специальных балансиров (в отличие от хождения по тросу), удерживание равновесия происходит за счёт наклона корпуса и рук. Из-за того, что стропа не может быть вытянута «в струну» невозможно принять оптимальное положение равновесия и поддерживать его, так как на любое движение эквилибриста линия реагирует и изменяет своё положение.
С развитием навыков увеличивается проходимая длина линии, а также объём выполняемых статических и динамических трюков. Линию считают пройденной при начале хождения на небольшом расстоянии от стартовой станции и завершении хождения недалеко от второй станции без падений и срывов. Линию, пройденную со срывами, считают пересечённой.
Тип, ширина и структура стропы варьируется в зависимости от целей спортсмена, выполнения сложных акробатических трюков, прохождения длинных линий, линий над водой и по натянутой на больших высотах над землёй стропе со страховкой или без.

## Классификация слэклайна

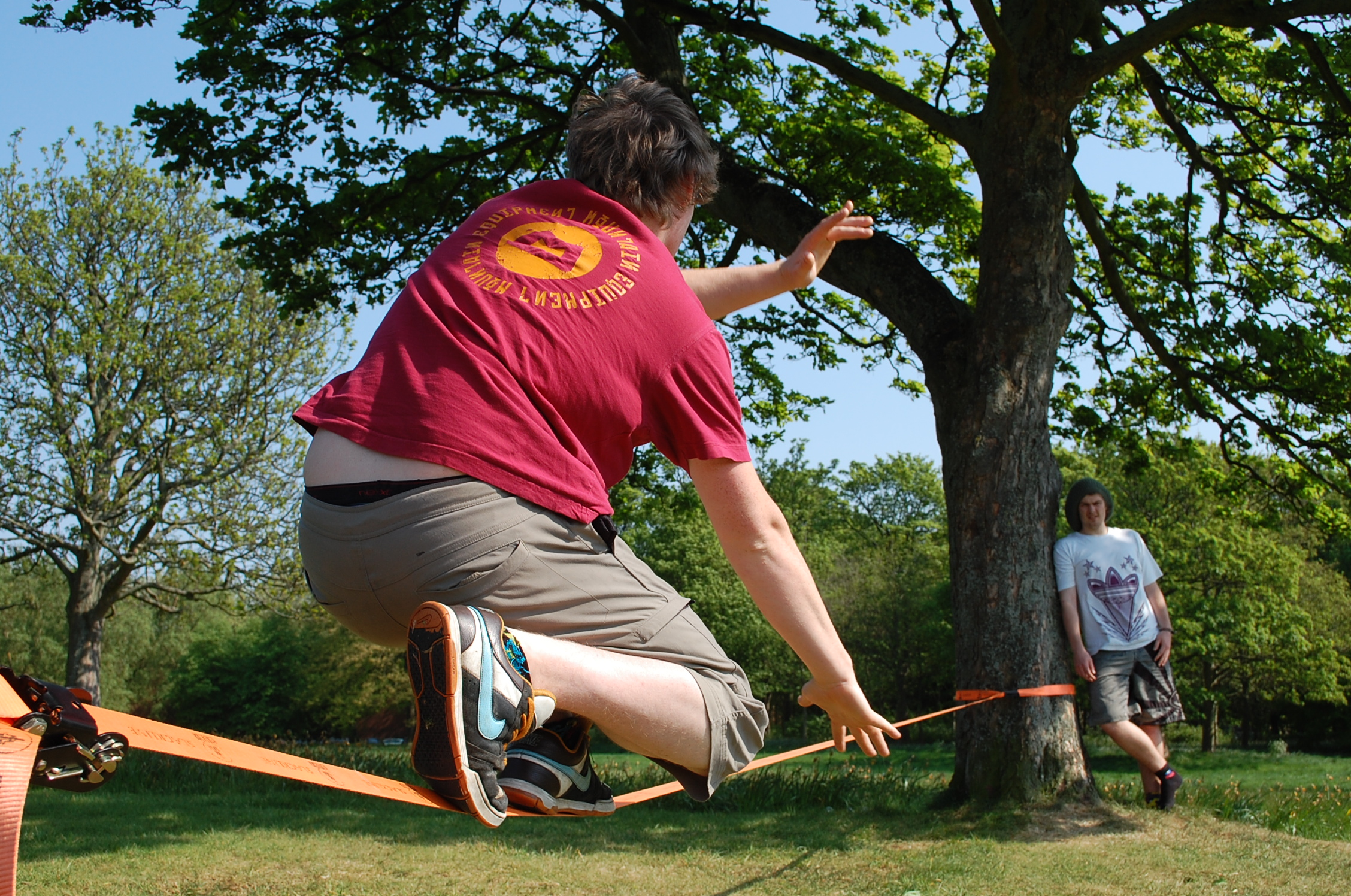
Слэклайн в парке

### Лоулайн (классический слэклайн)
Лоулайн (lowline): стропа размещается на небольшой высоте над землей. Вследствие небольшой высоты эквилибрист может обойтись без страховки.
Натяжение стропы и высота станций варьируется в зависимости от длины линии. Обычно линию на небольшой высоте без специального оборудования можно натянуть не более 40 метров длиной. Ширина линии выбирается исходя из целей и удобства для конкретного слэклайнера, наиболее популярны узкие линии (5/8 или 1 дюйм, 1,6 или 2,5 см), но иногда используются и широкие (2 дюйма, 5 см.)

### Лонглайн
Лонглайн (longline): Хождение по слэклайну, когда длина линии превышает 40 метров. Увеличение длины линии изменяет её динамику и делает её более пружинящей и мягкой. Считается, что увеличение длины линии усложняет её прохождение.
Для натяжения данной линии используется специальное оборудование, позволяющее натягивать стропу примерно до 4000 Н. Обычно используются узкие линии со средним значением коэффициента растяжения. Станции устанавливаются на высоте от 1.5 до 4.5 метров в зависимости от длины и желания эквилибриста. После определённой длины становится опасно ходить такие линии из-за высоты станций. В этом случае используется другой вид слэклайна — Хайлайн.

### Триклайн
Триклайн (trickline): Данный вид используется как для выполнения различных статических и динамических трюков, так и для тренировки ходьбы по стропе.
Обычно стропа имеет ширину более 5 см и натягивается практически в струну, для улучшения упругости. Длина стропы и высота различны, но обычно не более 25 метров в длину и не выше 1.5 метров.
Некоторые из основных трюков — это ходьба, ходьба назад, поворот, падение на колени, бег и прыжки на slackline. Промежуточные трюки включают в себя: Будда сидит, садится, ложится, скрестите ноги на колене, серфинг вперёд, серфинг вбок и прыжки-180. Некоторые из продвинутых трюков: прыжки, деревья, прыжки с линии на линию, прыжки-360 и отскок груди.

### Вотерлайн
Вотерлайн (waterline): Обычный слэклайн над поверхностью воды. Последнее время становится все более популярным, особенно в летнее время. Это идеальный способ узнать новые трюки или просто повеселиться.
Обычными местами для создания вотерлайна являются бассейны, озера, реки, ручьи, между пирсом или железнодорожными колоннами и доками для лодок. Slackline может быть установлен высоко над поверхностью воды, рядом с поверхностью или даже под поверхностью. НО Важно, чтобы вода была достаточно глубокой и свободной от препятствий, чтобы при падении не травмироваться.

### Хайлайн

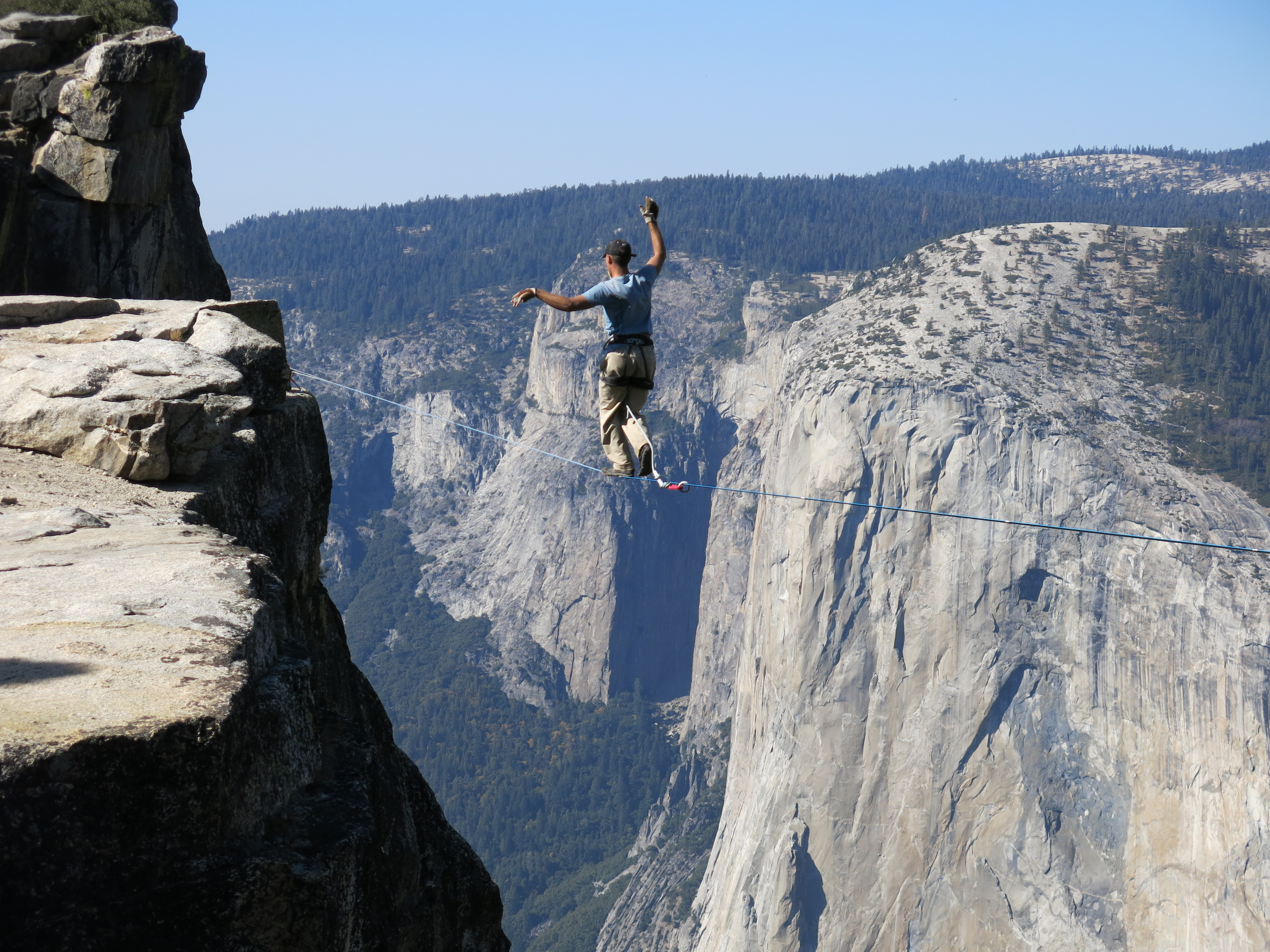
Хайлайнинг в Йосемитском национальном парке

Хайлайн (highline): вид слэклайна, когда стропа натянута высоко над землей или водой. Для этого вида нужно обязательно использовать страховку.
Хайлайн обычно устанавливаются в местах, которые предоставляют запас высоты, относительно длины линии (примерно 1/3 длины). Для установки станций обычно используются горные массивы, естественные овраги и заброшенные здания.
При оснащении высотных линий принимаются меры для обеспечения надежности и избыточности конструкций закрепления линии. Современная оснастка для высотных линий обычно включает в себя основную линию, резервную линию или верёвку (бэкап) — для страховки в случае обрыва основной, а так же специальные конструкции и системы блоков для натяжения большой массы линии. Также часто накладываются протекторы на участки системы, которые могут соприкасаться с абразивными поверхностями. Для обеспечения безопасности большинство хайлайнеров носят нижнюю страховочную систему (называемую «беседкой»), прикрепленной к самой линии страховочным усом - лишем. Хождение на высоте без страховки называется free solo — термин, заимствованный из скалолазания.

### Родео
Родео (rodeoline, freestyle): вид слэклайна, когда стропа практически не натягивается, и провис может значительно превышать рост человека. Обычно станции располагаются на верхней части стволов деревьев или склонах оврага.
Этот тип очень «слабой» slackline обеспечивает широкий спектр возможностей для трюков, как для маятниковых, так и для манёвров. Родео не имеет натяжения, это позволяет ей качаться на больших амплитудах и добавляет другую, более сложную для хождения и балансирования, динамику.
Эта форма slackline впервые стала популярной в 1999 году благодаря группе студентов из Колби-колледжа в Уотервилле, штат Мэн.

## История слэклайна
История стропохождения началась в долине Йосемити (Калифорния) в начале 1980-х годов, где Адам Гроссовский и Джеф Эллингтон начали ходить по ограждающим парковку цепям. Идея быстро распространилась среди скалолазов долины, а потом и по всему миру.

## Мировые рекорды

### Самый высокий хайлайн
23-летняя Фэйт Дики является чемпионкой в таком виде спорта как хайлайн, ей принадлежит один мировой рекорд, она прошла 80 метров по стропе на высоте 1200 метров.
В 2013 году Стефан Сигрист прошел хайлайн на пике Дюфур в Альпах на высоте 4600, за год до этого — на Маттерхорне (4478).
До середины 2016 года, рекорд (5222 метра) принадлежал Лукасу Ирмлеру, установленный в Андах (Перу) в 2013 году.
Новый мировой рекорд, 5700 метров, был установлен Стефаном Сигристом 20 июня 2016 года на склонах вулкана Килиманджаро

### Самый длинный хайлайн
- Ноябрь 2015, США - Тео Сэнсон (Theo Sanson) в конце ноября 2015 года установил новый мировой рекорд в хайлайне, пройдя по натянутой стропе 493 метра между скалами Кэслрок и Ректори в Кэсл Вэлли, штат Юта.[2]

- Апрель 2016, Франция - чех Дэнни Меншик (Daniel Menšík) и француз Натан Полин (Nathan Paulin) 19-20 апреля 2016 года установили мировой рекорд на высоте 600 метров - над каньоном Клю д'Эглён в коммуне Эглён на юго-востоке Франции. Длина линии составила 1020 метров.[3][4][5]

- Июнь 2017, Франция - линию длиной 1662 метра на высоте 340 метров прошли Французы Пабло Синьоре (Pablo Signoret), Натан Полин (Nathan Paulin) и Лукас Миллиард (Lucas Milliard). Рекорд был поставлен 9-11 июня 2017 года в цирке Навасель в Севеннах на юго-востоке Франции близ Монпелье.[6][7][8]

- Сентябрь 2018, Канада - 23 сентября 2018 года интернациональная команда установила рекорд по длине хайлайна, пройдя 1900 метров над карьером близ городка Асбестос в Канаде. Имена спортсменов: Энтони Хотте (Anthony Hotte), Канада; Самуэль Волери (Samuel Volery), Швейцария; Энтони Булай (Anthony Boulay), Канада; Гийом Фонтен (Guillaume Fontaine), Канада; Миа Ноблет (Mia Noblet), Канада; Фридрих Кюне (Friedi Kuhne), Германия.[9][10][11]

- Июль 2019, Канада - рекорд поставили немец Лукас Ирмлер (Lukas Irmler) и канадка Миа Ноблет (Mia Noblet) 27 июля 2019 года в рамках слэклайн-фестиваля над карьером у города Асбестос. Длина линии составила порядка 2000 метров и высота порядка 200 метров.[12][13]

- Июль 2021, Швеция - рекорд был установлен 4-6 июля 2021 года четырьмя немецкими слэклайнерами Фридрихом Кюне (Friedi Kuhne), Лукасом Ирмлером (Lukas Irmler), Квирином Хертерихом (Quirin Herterich) и Рубеном Лангером (Ruben Langer) над долиной Лаппортен в национальном парке Абиску, Швеция. На высоте порядка 600 метров, они без срывов прошли линию длиной 2130 метров.[14][15]

- Май 2022, Франция - 24 мая 2022 года француз Натан Полин (Nathan Paulin) прошёл линию длиной 2240 метров на высоте 100 метров, протянутую от башенного крана, рядом с плотиной через реку Куэнон, к монастырю Мон-Сен-Мишель на одноимённом острове в Нормандии.[16]

- Август 2022, Франция - с 1 по 14 августа 2022 года французская команда риггеров установила рекордную линию длиной 2700 метров между вершинами Пюи-де-Л'Англь и Рок-де-Кюзо у городка Мон-Дор. Линию прошли девять атлетов: Огюстен Мойна (Augustin Moinat), Таня Монье (Tania Monier) 2 ч 20 мин, Артур Лефевр (Arthur Lefebvre) 1 ч 45 мин, Бенуа Брум (Benoît Brume) 1 ч 16 мин, Маттис Рейснер (Mattis Reisner), Миа Нобле (Mia Noblet) 1 ч 45 мин, Зеф Мектуб (Zeph Mektub) 1 ч 35 мин, Натан Филиппо (Nathan Philippot) и Жюльен Ру (Julien Roux).[17]

### Самый длинный лонглайн
Александр Шульц (Alexander Schulz) в июле 2014 года установил новый мировой рекорд в лонглайне, пройдя 610 метров между двумя песчаными дюнами в пустыне Китая.

### Самый длинный вотерлайн
Рекорд на длину 222 метра над водой был установлен 6 июня 2012 Майклом Кеметером (Michael Kemeter) на Зелёном озере (Green Lake, Tragöß-Styria), Австрия.